# Чехов (станція)
Чéхов — проміжна залізнична станція 3-го класу Курського напрямку Московської залізниці залізничної лінії Москва — Харків — Крим у підмосковному місті Чехов. Станція відноситься до 8-ї тарифної зони і входить до складу Московсько-Курського центру організації роботи залізничних станцій ДЦС-1 Московської дирекції управління рухом.

## Історія
Відкрита 1865 року. У 1954—1965 роках станція і місто Чехов мали різні назви: селище міського типу Лопасня отримало статус міста Чехов в 1954 році, а станція Лопасня була перейменована на станцію Чехов лише 1965 року.

## Пасажирське сполучення
На станції Чехов зупиняються приміські електропоїзди у напрямку Москви та Тули. Час в дорозі від станції Чехов до Курського вокзалу Москви складає близько 1,5 години. Поїзди далекого сполучення через станцію прямують без зупинок.
Станція обладнана турнікетами. Вихід на Привокзальну площу до зупинок автобусів.

## Галерея

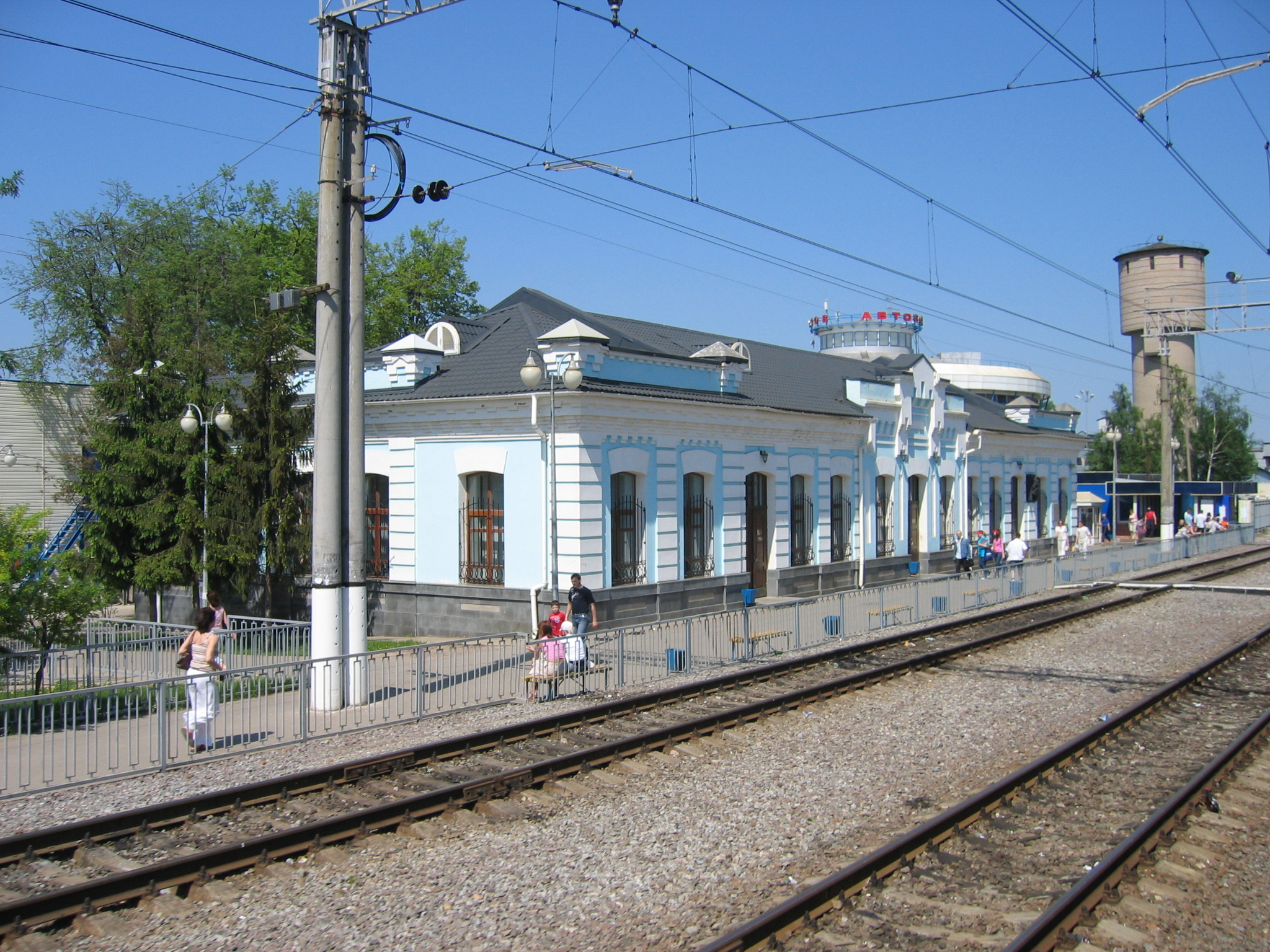
Вокзал
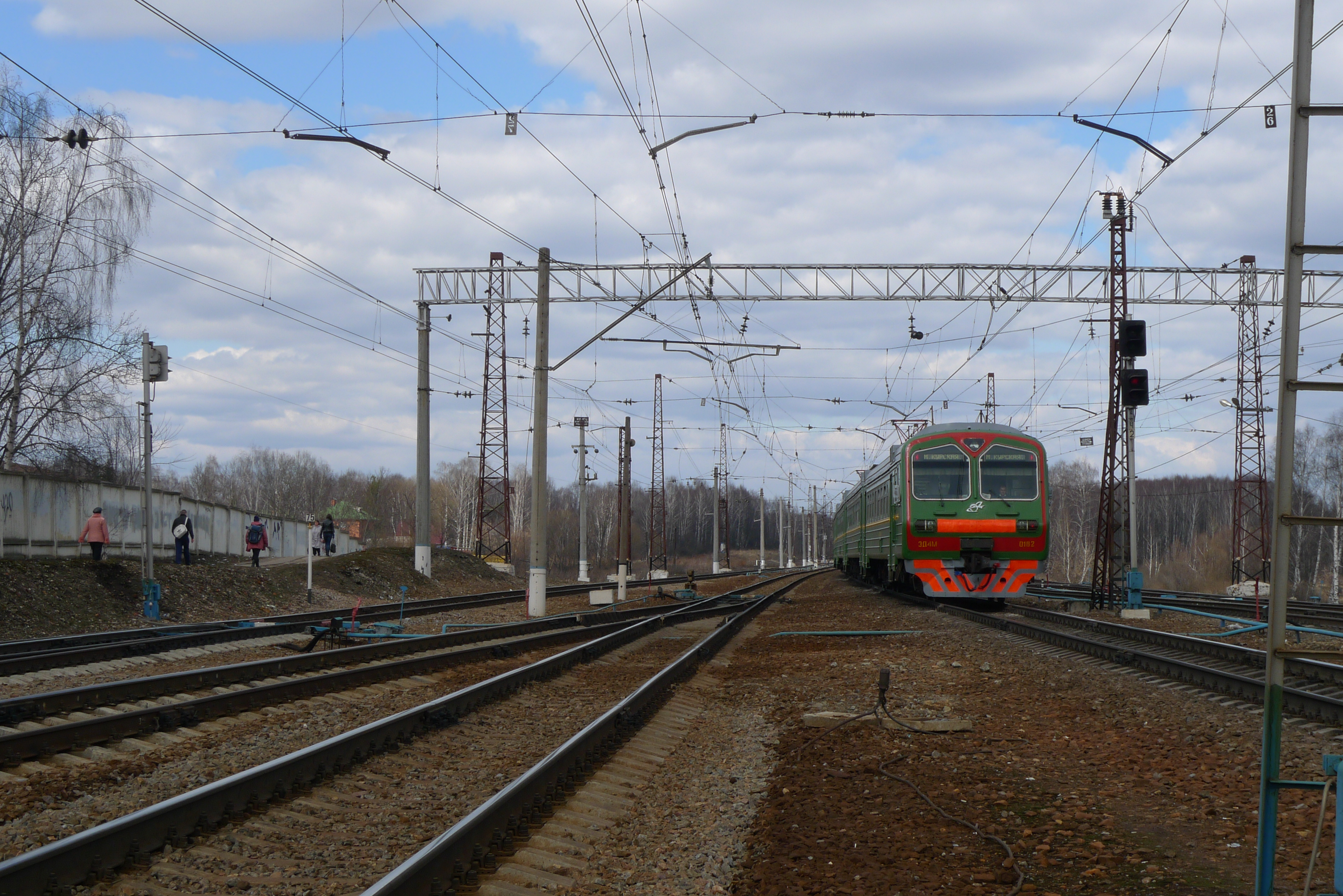
ЕД4М-0182 на станції Чехов